# Henry Wallman
Henry "Hank" Wallman (1915 – 1992) fue un matemático estadounidense, conocido por su trabajo en teoría de retículos, teoría de dimensiones, topología y diseño de circuitos electrónicos.

## Primeros años
Wallman nació en Brooklyn y se graduó en 1933 en Brooklyn College. Obtuvo su Ph.D. en matemáticas en Princeton University en 1937, bajo la supervisión de Solomon Lefschetz. Se unió al cuerpo docente del Massachusetts Institute of Technology, donde estuvo asociado con el Radiation Laboratory. Durante la Segunda Guerra Mundial, realizó trabajo clasificado en el MIT, posiblemente relacionado con radar.

## Carrera
En 1948, Wallman dejó el MIT para convertirse en profesor de electrotecnia en la Universidad Tecnológica de Chalmers en Gotemburgo, Suecia. Recibió la medalla Chalmers en 1980 y eventualmente se retiró de la universidad. En 1950, fue elegido miembro extranjero de la Academia Real Sueca y en 1960 fue elegido miembro de la Academia Real Sueca de Ciencias de la Ingeniería.
Wallman es conocido por la propiedad de disyunción de Wallman, así como por la compactificación de Wallman. Coautorizó una importante monografía sobre teoría de dimensiones con Witold Hurewicz. Wallman también fue un entusiasta de la radio y en el período posterior a la guerra coautorizó un libro que documentaba de manera integral el conocimiento sobre amplificación con tubo de vacío, incluyendo nuevos desarrollos como la aplicación del teorema del límite central para describir el tiempo de subida de circuitos en cascada. En Chalmers, Wallman ayudó a construir el Analizador Diferencial Electrónico, un ejemplo temprano de computadora analógica, y realizó investigaciones pioneras en ingeniería biomédica combinando pantallas de video con imagenología por rayos X.